# محمد رجبی
محمد رجبی (زادهٔ ۱۳۲۸ قم) اندیشمند، نویسنده، پژوهشگر حوزهٔ فلسفه هنر، زیبایی‌شناس و از مدیران فرهنگی ایران است. او فرزند علی دوانی و برادر محمدحسین رجبی است.

## زندگی
رجبی به سال ۱۳۲۸ در قم متولد شد. تحصیلات ابتدائی و متوسطه را در در همین شهر سپری کرد. دوره متوسطه را در دبیرستان دین و دانش که تحت مدیریت دکتر بهشتی بود گذراند. از سال ۱۳۴۷ پس از اخذ دیپلم، در دانشگاه تهران در رشته‌های فلسفه، الهیات و فرهنگ و زبان‌های باستانی از مقطع کارشناسی تا دکترا ادامه داد.
در دوره دانش‌آموزی و دانشجویی در تشکیل و اداره انجمن‌های اسلامی فعال بود. در طول تحصیل و فعالیت از استادانی چون مرتضی مطهری، سید محمد بهشتی، محمد مفتح، محمدتقی جعفری، سید احمد فردید، رضا داوری، سید حسین نصر و علی شریعتی بهره گرفت. وی همزمان با تحصیل در دانشگاه، در دبیرستان‌های تهران به تدریس فلسفه، فیزیک، شیمی، عربی و تعلیمات دینی پرداخت.
وی در انتخابات سال ۱۳۸۸ از مهندس میر حسین موسوی حمایت کرد.

## مسئولیت‌ها پس از انقلاب اسلامی
- مسئول تحقیقات و آموزش امور تربیتی استان تهران (۱۳۵۹–۱۳۵۸)
- مدیرعامل باشگاه معلمان تهران (۱۳۵۹)
- مدیرکل آموزش ضمن خدمت وزارت آموزش و پرورش (۱۳۶۰–۱۳۵۹)
- معاون پژوهشی و برنامه‌ریزی وزارت آموزش و پرورش (۱۳۶۴–۱۳۶۰)
- معاون کتابخانه، موزه و مرکز اسناد مجلس شورای اسلامی (۱۳۶۶–۱۳۶۴)
- رئیس کتابخانه ملی ایران (۱۳۷۱–۱۳۶۶)
- رئیس پژوهشگاه فرهنگ و هنر اسلامی (۱۳۷۳–۱۳۷۱)
- مدیرعامل بنیاد سینمایی فارابی (۱۳۷۶–۱۳۷۴)
- سرپرست معاونت سینمایی وزارت فرهنگ و ارشاد اسلامی (۱۳۷۶)
- رایزن فرهنگی جمهوری اسلامی ایران در آلمان (۱۳۸۴–۱۳۷۸)
- رئیس مؤسسه فرهنگی سازمان همکاری منطقه‌ای اکو (۱۳۸۸–۱۳۸۵)
- رئیس کتابخانه، موزه و مرکز اسناد مجلس شورای اسلامی (۱۳۹۴–۱۳۹۱)

## مسئولیت رایزنی فرهنگی در آلمان
وی در سال‌های مأموریت خود در آلمان به سخنرانی در دانشگاه‌ها، آکادمی‌ها و سایر مجامع علمی و فرهنگی می‌پرداخت.

## تدریس در دانشگاه
او در رشته تاریخ، فلسفه و هنر در دانشگاه تدریس می‌کند.

## آثار
از وی آثاری منتشر شده که اغلب به صورت مقدمه بر کتاب‌ها و همچنین مقالات و مصاحبه است. از جمله کارهای ادبی او مقدمه‌ای بر کتاب‌های «تمدن اسلامی در قرن چهارم هجری» نوشته آدام متز، «آموزش و پرورش در خدمت امپریالیسم فرهنگی» نوشته کارنوی و تألیف کتاب «واژگان عرب و معرف در شاهنامه فردوسی» است.